# Xã Girard, Quận Otter Tail, Minnesota
Xã Girard (tiếng Anh: Girard Township) là một xã thuộc quận Otter Tail, tiểu bang Minnesota, Hoa Kỳ. Năm 2010, dân số của xã này là 731 người.